# 第二号新興丸
第二号新興丸（だい2ごうしんこうまる）は、日本海軍が第二次世界大戦中に運用した特設砲艦兼敷設艦である。
東亜海運が所有する貨物船「新興丸」を徴用したもので、同名の特設砲艦との区別のため艦名に第二号と番号を付された。大戦終結時に樺太からの引揚民間人を輸送中、1945年8月22日にソ連海軍潜水艦の攻撃で損傷、多くの死傷者を出した（三船殉難事件）。

## 船歴
「新興丸」は浦賀船渠第441番船として1938年8月16日に起工。1938年11月29日に進水。1939年3月7日に竣工した。「新京丸」を1番船とする浦賀船渠設計の2000総トン級貨物船系列の1隻。同系列でも船主ごとに細部の設計に差異が多いうち、「瑞興丸」と本船が回廊付きの船橋を有する完全な同型である。細部の異なる同系列船は18隻あるほか、逓信省が定めた統一規格船（平時標準船）C型も基本的に同設計で、こちらは47隻が計画され、43隻が建造された。
船体中央に機関部と船橋を置き、その前後に2つずつの倉口と単脚型のマスト1本ずつを配置したシンプルな船型である。うち後部船倉は倉口が2つ開いているものの、内部は区切られていない。「新興丸」の搭載主機は当時一般的な三連成レシプロエンジンではなく、浦賀船渠が開発した新型エンジンを採用しており、低圧シリンダーを蒸気タービンに変更したタービン付複二連成機関と呼ばれる方式である。三連成レシプロの新京丸と比べ、200馬力以上も最高出力が向上した。搭載主缶は石炭専焼缶を搭載した。
商船として竣工後、当初は大阪商船所有船だったが、1939年8月12日に東亜海運に移籍した。新船主の東亜海運は、1939年8月に海運各社の現物出資で設立された国策企業であった。
日米関係の悪化で対米戦準備が始まると、1941年（昭和16年）9月5日付で新興丸は日本海軍に徴用され、9月20日に特設砲艦兼敷設艦へ類別された。このとき、同じ特設砲艦に同名の「新興丸」（丸井汽船、934トン）がおり、区別のため海軍部内限りで「第二号新興丸」と改称した。
特設砲艦兼敷設艦の標準武装は、12cm砲を片舷に3門指向可能というものだが、写真の分析によると本艦改装完了時の兵装は船首・船尾・中央構造物後端に12cm単装砲各1基が設置されている。機雷関係の設備では後部甲板上に機雷移動用軌条が2列敷かれ、船尾楼を貫通して船尾から突き出し、そのまま海面へ連続投下可能となっている。後部船倉が機雷庫となり、定数で93式機雷120個を搭載した。なお、新京丸型は特設砲艦へ改装するのに手頃な性能であり、5隻が特設砲艦・本船を含む7隻が特設砲艦兼敷設艦として徴用されたほか、特設掃海母艦と特設電纜敷設船としても1隻ずつ徴用されている。
「第二号新興丸」は大湊警備府部隊、一時はその隷下の千島方面特別根拠地隊に属し、大戦の全期間にわたって北海道・樺太・千島列島方面で行動した。船団護衛や哨戒に従事している。戦術の変化に対応し、対空兵器の強化やレーダーの装備も実施された（要目表参照）。
1943年（昭和18年）8月8日に樺太東方のオホーツク海上北緯46度50分 東経144度40分 / 北緯46.833度 東経144.667度でアメリカ海軍潜水艦「サーモン」の雷撃を受けるが、被害を免れた。木俣（1993年）は、1945年（昭和20年）6月末に日本海軍が行った宗谷海峡への対潜機雷堰構築に「第二号新興丸」も参加したとしている。7月には空襲を受けた青森市の復旧・救護のための物資・食糧輸送を行い、終戦を迎えた。終戦時、平時C型を含む新京丸型系列船計61隻のうち残存していたのは「第二号新興丸」のみで、戦後浮揚された「金津丸」（平時C型）、「第十八眞盛丸」（平時C型）を含めても3隻だけだった。終戦後、GHQの日本商船管理局（en:Shipping Control Authority for the Japanese Merchant Marine, SCAJAP）によりSCAJAP-S095の管理番号が付与された。
1945年8月11日に樺太の戦いが始まった。当時日本領だった南樺太には40万人以上の民間人が居住しており、樺太庁は民間人の本土輸送を図った。日本の陸海軍も輸送に協力することとなり、「第二号新興丸」も他の14隻の艦船とともに大泊港からの緊急輸送を命じられた。8月15日の日本のポツダム宣言受諾発表後も8月23日にソ連軍が島外移動禁止を発令するまで輸送は継続され、船団を組む余裕も無く、各個に避難民を収容して北海道へ脱出した。
「第二号新興丸」も大泊で民間人約3600人を収容すると8月20-21日の夜に単独で出航、9ノットの速力で小樽港へ向かった。8月22日午前5時過ぎに留萌北西沖に差し掛かったところで、正体不明の艦船を発見した直後に魚雷攻撃を受け、回避を試みたが右舷2番船倉に1発が命中した。これは留萌沖に派遣されていたソ連潜水艦「L-19」とみられ、続けて浮上砲撃を加えてきた。この時点で日本海軍はすでに一切の戦闘を禁じていたが、「第二新興丸」は便乗民間人の協力も得て12cm砲と25mm機銃による応戦を開始した。1発を相手潜水艦に命中させたとの説もある。
その頃まで樺太では戦闘が続いており、ソ連のスターリンは北海道北部の占領作戦を8月24日に開始することを考え、その予定で「L-19」は全ての船舶を撃沈するように指示されていたとするソ連軍資料がロシア公文書館に残されている。18日スターリンの北海道北部の占領案はアメリカのトルーマン大統領に拒否され、さらに22日樺太での日本軍との停戦協議の進捗とともに、留萌等の攻撃の名分を失ったスターリンは24日の北海道占領作戦開始の企図を棄て、軍事作戦を千島攻略主体に変更した。これにより、この後、留萌沖のソ連軍潜水艦には輸送船撃沈の禁止、ついで全船舶の攻撃禁止の指示が出されていった。
この後「第二号新興丸」は飛行機の飛来を受けている。これについて、通報により飛来した日本軍の水上偵察機1機とも、当時日本機はプロペラ等を取り外され全て飛べない状態になっていたはずなのでソ連機であったとする説等がある。いずれにせよ「第二号新興丸」は留萌港に辿り着くことに成功した。攻撃を受けた際、投げ出された人も多くいたが、船は救助しながら航行したとも、どうにもならず海上で救けを求める人を置いて進んだともいう。犠牲者数は死者250人・行方不明100人とも、遺体が確認できただけで298人とも言われる。なお、同様に小樽へ向かっていた「小笠原丸」と「泰東丸」も本艦と前後して留萌沖でソ連潜水艦の攻撃を受けいずれも撃沈されている（三船殉難事件）。その後、「第二号新興丸」は修理された。11月30日、海軍省の廃止に伴い特設艦船籍から除かれた。
12月1日、第二復員省の開庁に伴い、横須賀地方復員局所管の特別輸送船に定められ、復員輸送に従事。1946年（昭和21年）8月15日には特別輸送船の定めを解かれ、8月20日付けで解傭となった「第二号新興丸」は8月24日に民間船を統制する船舶運営会へ引き渡され、船名も元の「新興丸」に戻された。
同年10月、GHQの命令により船主の東亜海運が解散され、閉鎖機関に指定される。樺太・千島地区からの日本人引き揚げがソ連によって許可されると、同年12月の第1次引揚に「新興丸」も投入されて再び樺太へ赴き、12月7日に第3船として函館港へ帰還した。同年10月10日、船主を関西汽船に変更。第二復員局にチャーターされて特別輸送艦となり、小樽と樺太との間の復員輸送に従事した。
1951年（昭和26年）1月20日、関西汽船に返還。1956年（昭和31年）5月、搭載主缶を重油専燃缶に交換した。1961年3月6日、「新興丸」は佐野安商事に売却され、「第二金丸」に船名を変更する。同年5月、主機をディーゼル機関に変更する等の改装を受ける。1965年（昭和40年）4月30日、「第二金丸」は新興汽船に売却された。1966年（昭和41年）1月26日、「第二金丸」はパナマのゴールデン・バッファロー海運へ売却されて「ゴールデン・バッファロー」と改名した。1970年（昭和45年）、「ゴールデン・バッファロー」はユエン・タ汽船に売却され、「ユエン・タ」と改名した。1972年（昭和47年）「ユエン・タ」はチ・ファ海運。に売却され「チ・ファ」と改名した。1973年（昭和48年）、「チ・ファ」はリエン・シン・ナビゲーション・コーポレーションに売却され、「リエン・シン」に改名した。1974年（昭和49年）に撮影された「リエン・シン」の写真では、船橋周辺が大幅に改装されていた。1975年（昭和50年）以降の詳細な行動はわかっていないが、昭和を超えた1992年（平成4年）に船籍が抹消された。
第二次世界大戦に参加した海軍特設艦船の最後の生き残りとしては、現存唯一の徴用船である「氷川丸」（日本郵船、11,622トン）があるが、現役の商船として使用されたのは本船が最後であった。なお、第二次世界大戦に参加した日本商船としては、改E型戦時標準タンカー第25南進丸（南方油槽船、834トン）が最後である。なお、第二次世界大戦に参加した大日本帝国海軍艦艇で海軍艦船として使用されたのは「四阪」（中国人民解放軍海軍の練習艦として1990年退役）が最後で、特務艦艇としては「宗谷」（現海上保安庁巡視船）が唯一健在である。

## 砲艦長/艦長
1. 谷井末吉 大佐：1941年9月20日[29] - 1942年2月20日[30]
2. 糸川季忠 大佐：1942年2月20日[30] - 1943年8月5日[31]
3. 伊藤皎 大佐：1943年8月5日[31] - 1944年12月4日[32]
4. 萱場松次郎 大佐：1944年12月4日[32] - 1945年11月10日[33]
5. 日下敏夫 中佐/第二復員官/第二復員事務官/復員事務官：1945年11月10日[33] - 船長 1945年12月1日 - 1946年8月15日[注 1]